# Professional Gun
Professional Gun è un'antologia di racconti dedicati alla figura del Professionista, personaggio creato a metà degli anni novanta da Stephen Gunn. La particolarità di quest'opera è che ospita dei racconti scritti da altri autori, che si cimentano con Chance Renard e gli fanno incontrare altri personaggi storici della collana Segretissimo.
L'autore dedica questo libro ai lettori che l'hanno seguito in tanti anni. Ecco la sua dedica: «Questo libro, per quello che rappresenta è dedicato a tutti voi Amici Miei, anche a quelli che mi seguono sulla Rete e quelli che non conosco. E, alla fine, anche a Svetlana».

## Struttura dell'opera
- Presentazione: Tutti gli uomini del Professionista, di Alan D. Altieri

### Parte prima
- Il luparo, inedito di Stephen Gunn

### Parte seconda
- I racconti del Professionista, di Stephen Gunn
  - Vendi cara la pelle - apparso originariamente in appendice a Segretissimo n. 1456
  - Rififi a rue Saint Denis - apparso originariamente sul sito I Vedovi Neri
  - Il Rettile - apparso originariamente sul sito I Vedovi Neri
  - Ladri di donne - apparso originariamente su M la rivista del Mistero

### Parte terza
- Il professionista e gli altri
  - Monsone, di Alan D. Altieri
  - No Chance, no Mercy, di François Torrent
  - Tai Fung, di Fabio Novel
  - Tanto per cambiare, di Jo Lancaster Reno
  - Dili, notte karaoke dell'Hotel Turismo, di Jack Morisco
  - Ancora una chance, di Giovanni Zucca
  - Mai lasciare conti in sospeso, di Ettore Maggi

## Edizioni
- Stephen Gunn - ed altri autori, Professional Gun, traduzione di Stefano Di Marino, collana Segretissimo Special, Mondadori, 2007,  p. 378.